# Флаги Океании
Это список международных и государственных флагов, используемых в Океании.

## Международные организации
| Флаг | Утвержден | Организация            | Описание |
| ---- | --------- | ---------------------- | --- |
|      | 1976 —    | Флаг Содружества наций | Флаг представляет собой синее полотнище, в центр которого помещён золотистый символ Содружества — буква «С» с изображением земного шара внутри.                                                           |
|      | 1987 —    | Флаг Франкофонии       | Флаг представляет собой белое полотнище с окружностью в центре. Пять секторов окружности символизируют пять регионов, в которых живут члены сообщества: Северную Америку, Европу, Африку, Азию и Океанию. |

## Флаги государств

### Австралия
| Флаг | Утвержден | Организация    | Описание |
| ---- | --------- | -------------- | --- |
|      | 1908 —    | Флаг Австралии | В левой верхней четверти флага изображён британский флаг. Кроме того, на флаге Австралии находится изображение шести белых звёзд: пять звёзд в виде созвездия Южного Креста в правой части полотнища и одна большая звезда в центре левой нижней четверти. |

### Меланезия
| Флаг | Утвержден | Организация               | Описание |
| ---- | --------- | ------------------------- | --- |
|      | 1980 —    | Флаг Вануату              | В качестве основы национального флага были выбраны цвета партийного флага партии Вануаку, приведшей страну к независимости в 1980 году, — красный, зелёный, чёрный и жёлтый. Окончательный вариант был выбран парламентским комитетом из нескольких предложений местных художников. |
|      | 1971 —    | Флаг Папуа — Новой Гвинеи | Пять звёзд на флаге — это созвездие Южный Крест — является легко узнаваемым астеризмом, красный и чёрный цвета традиционны для искусства папуасов, а райская птица, изображённая летящей, встречаются почти только в Новой Гвинее. |
|      | 1977 —    | Флаг Соломоновых Островов | Флаг Соломоновых Островов представляет собой прямоугольное полотнище с жёлтой полосой, тянущейся от нижнего левого угла флага по диагонали в верхний правый угол. Верхний прямоугольный треугольник окрашен в синий цвет, а нижний — в зелёный цвет. В верхнем левом углу находится изображение пяти равных по размеру пятиконечных звёзд белого цвета. Дизайн флага был разработан новозеландцем Джоном Хазелдайном. |
|      | 1970 —    | Флаг Фиджи                | Флаг Фиджи представляет собой прямоугольное полотнище голубого цвета, в верхнем левом углу которого находится изображение флага Великобритании, а в правой части — гербового щита, являющегося элементом герба Фиджи. |

### Микронезия
| Флаг | Утвержден | Организация                         | Описание |
| ---- | --------- | ----------------------------------- | --- |
|      | 1979 —    | Флаг Кирибати                       | Флаг Кирибати имеет прямоугольную форму и соответствует гербу страны, дарованному островам в 1937 году. Верхняя половина флага имеет красный цвет. На ней изображён фрегат большой (лат. Fregata minor) золотистого цвета, летящий над восходящим солнцем золотистого оттенка. Нижняя половина флага имеет белый цвет с тремя синими горизонтальными волнистыми полосами, символизирующими волны океана. |
|      | 1979 —    | Флаг Маршалловых Островов           | Государственный флаг Маршалловых Островов представляет собой синее полотнище с двумя соприкасающимися трапециевидными полосами, тянущимися от нижнего левого угла флага по диагонали в верхний правый угол. Верхняя полоса флага окрашена в оранжевый цвет, нижняя — в белый. |
|      | 1968 —    | Флаг Науру                          | Государственный флаг Науру изображён в виде горизонтальной жёлтой линии на синем фоне, пролегающей посередине и большой белой 12-конечной звезды под линией в левом углу. |
|      | 1981 —    | Флаг Палау                          | Флаг был разработан на основе флага Японии. Синий цвет символизирует океан и место нации в нём. Жёлтый диск олицетворяет в данном случае не солнце, а луну. Полная луна указывает время, подходящее для ловли рыбы, рубки деревьев и сбора урожая. |
|      | 1981 —    | Флаг Федеративных Штатов Микронезии | Государственный флаг Федеративных Штатов Микронезии принят 30 ноября 1978 года. Четыре звезды символизируют четыре штата страны. |

### Полинезия
| Флаг | Утвержден          | Организация         | Описание |
| ---- | ------------------ | ------------------- | --- |
|      | 1902 —             | Флаг Новой Зеландии | Государственный флаг Новой Зеландии официально утверждён 24 марта 1902 года. На флаге изображены четыре красные пятиконечные звезды, символизирующие географическое положение страны и представляющие наиболее яркие звёзды созвездия Южного Креста. |
|      | 1949 —             | Флаг Самоа          | Флаг Самоа представляет собой красное полотнище, где в верхней левой четверти — часть синего цвета, на которой изображены белые звёзды созвездия Южный Крест.                                                                                        |
|      | 1875 —             | Флаг Тонга          | В таком виде флаг используется с 1864 года, но официально был принят в 1875 году. В конституции Тонга говорится, что флаг никогда не должен изменяться.                                                                                              |
|      | 1978 — 1995 1997 — | Флаг Тувалу         | На флаге также изображены девять жёлтых звёзд, символизирующих девять коралловых атоллов, из которых состоит государство. Расположение звёзд на флаге повторяет расположение островов на карте, но в перевёрнутом виде.                              |

## Флаги ассоциированных государств

### Микронезия
| Флаг | Утвержден | Организация                       | Описание |
| ---- | --------- | --------------------------------- | --- |
|      | 1995 —    | Флаг Северных Марианских островов | Флаг принят в 1972 году. Синий цвет олицетворяет Тихий океан, звезда символизирует Содружество. Колонна из камня — символ культуры нации. Венок сплетённый из четырёх видов экзотических цветов (иланг-иланг, сеур, анджа, тейбво), является символом туземной культуры островов. |

### Полинезия
| Флаг | Утвержден | Организация        | Описание |
| ---- | --------- | ------------------ | --- |
|      | 1979 —    | Флаг Островов Кука | Флаг состоит из 15 звёзд на Синем кормовом флаге. Флаг Великобритании в левом верхнем углу символизирует тесные исторические связи Островов Кука с Соединённым Королевством. Звёзды представляют 15 островов государства.             |
|      | 1974 —    | Флаг Ниуэ          | Флаг принят в 1974 году. Золотисто-жёлтый цвет полотна флага символизирует тёплые чувства, испытываемые жителями Ниуэ к Новой Зеландии и её гражданам. Флаг Великобритании в крыже символизирует тесные связи Ниуэ с Великобританией. |

## Флаги зависимых территорий

### Австралия
| Флаг | Утвержден   | Организация             | Описание |
| ---- | ----------- | ----------------------- | --- |
|      | 1980 —      | Флаг Острова Норфолк    | Флаг Норфолка представляет собой прямоугольное полотнище, состоящее из трёх вертикальных полос зелёного и белого цветов. В центре белой полосы находится зелёное изображение норфолкской сосны.                                                                                  |
|      | 1986/2002 — | Флаг Острова Рождества  | Флаг был неофициально принят в 1986 году, после победы на конкурсе, официально — в 2002 году. Представляет собой сине-зелёный диагональный биколор. На синей части флага расположено созвездие Южный Крест, на зелёной — местная тропическая птица «золотой боцман».             |
|      | 2004 —      | Флаг Кокосовых островов | Представляет собой зелёное полотнище с изображением кокосовой пальмы, полумесяца и Южного Креста. Кокосовая пальма — «визитная карточка» территории, зелёный цвет и полумесяц означают ислам, а изображение созвездия Южный Крест характерно для многих флагов Южного полушария. |

### Меланезия
| Флаг | Утвержден | Организация          | Описание |
| ---- | --------- | -------------------- | --- |
|      | 2010 —    | Флаг Новой Каледонии | Являлся неофициальным флагом, принятым 1 декабря 1984 года. 17 июля 2010 года данный флаг получил статус официального флага Новой Каледонии, который можно использовать наравне с флагом Франции. |

### Микронезия
| Флаг | Утвержден | Организация | Описание |
| ---- | --------- | ----------- | --- |
|      | 1948 —    | Флаг Гуам   | Флаг Гуама представляет собой синее полотнище с красной каймой со всех сторон. В центре флага находится изображение герба Гуама. |

### Полинезия
| Флаг | Утвержден          | Организация                          | Описание |
| ---- | ------------------ | ------------------------------------ | --- |
|      | 1843 — 1845 1894 — | Флаг Гавайев                         | Флаг штата Гавайи представляет собой прямоугольное полотнище разделённое по горизонтали на восемь полос одинакового размера, символизирующих восемь главных островов архипелага: Гавайи, Кауаи, Кахоолаве, Ланаи, Мауи, Молокаи, Ниихау, Оаху.                                                   |
|      | —                  | Флаг Острова Пасхи (неофициальный)   | Флаг представляет собой белое полотнище, на котором изображено традиционное нагрудное украшение реимиро красного цвета, в виде луны с тремя углублениями. |
|      | 1984 —             | Флаг Питкэрна                        | Флаг принят 2 апреля 1984 года. Представляет собой Синий кормовой флаг с гербом Питкэрна. |
|      | 1984 —             | Флаг Французской Полинезии           | Флаг представляет собой прямоугольное полотнище с тремя горизонтальными полосами красного, белого и красного цветов. Ширина центральной белой полосы в два раза больше ширины красных полос. В центре белой полосы расположено изображение символа Французской Полинезии: полинезийское каноэ.   |
|      | 1960 —             | Флаг Американского Самоа             | Флаг разработан Институтом геральдики Армии США, он представляет собой прямоугольное полотнище, разделённое на три треугольника. В белом треугольнике находится изображение белоголового орлана, национального символа США.                                                                      |
|      | 2009 —             | Флаг Токелау                         | Изначально проект флага представлял собой синее полотнище с изображением стилизованного полинезийского каноэ и четырёх звёзд, но позже парламент Токелау одобрил заключительную версию. В отличие от предыдущего проекта флага, расположение звёзд стало символизировать созвездие Южный Крест.  |
|      | —                  | Флаг Уоллис и Футуна (неофициальный) | Официальным флагом островов Уоллис и Футуна является национальный флаг Франции. Неофициальный же представляет собой красное полотно с четырьмя треугольниками, пересекающимися под прямым углом. Флаг Франции, отделённый от остальной области узкой белой полосой, занимает верхний левый угол. |